# Halterofília als Jocs Olímpics d'estiu de 1928 - pes semipesant
La competició del pes semipesant, amb un pes dels aixecadors inferior a 82,5 kg, va ser una de les cinc proves d'halterofília que es disputà durant els Jocs Olímpics d'Amsterdam de 1928. La prova es disputà el 29 de juliol i hi van prendre part 15 aixecadors en representació de 10 nacions.

## Medallistes
| Or                     | Plata              | Bronze              |
| El Sayed Nosseir (EGY) | Louis Hostin (FRA) | Jan Verheijen (NED) |

## Resultats
| Pos. | Aixecador              | Impuls | Impuls    | Impuls    | Arrancada | Arrancada | Arrancada | Dos temps | Dos temps | Dos temps | Total |
| Pos. | Aixecador              | 1.     | 2.        | 3.        | 1.        | 2.        | 3.        | 1.        | 2.        | 3.        | Total |
| ---- | ---------------------- | ------ | --------- | --------- | --------- | --------- | --------- | --------- | --------- | --------- | ----- |
| 1    | El Sayed Nosseir (EGY) | 92.5   | 97.5      | 100       | 102.5     | 107.5     | 112.5     | X (140)   | 140       | 142.5     | 355   |
| 2    | Louis Hostin (FRA)     | 95     | 100       | X (102.5) | 102.5     | 107.5     | 110       | 132.5     | 137.5     | 142.5     | 352.5 |
| 3    | Jan Verheijen (NED)    | X (90) | X (95)    | 95        | 105       | X (110)   | X (110)   | 132.5     | 137.5     | X (142.5) | 337.5 |
| 4    | Jakob Vogt (GER)       | 100    | X (102.5) | X (105)   | 100       | X (105)   | 105       | 130       | X (135)   | X (135)   | 335   |
| 5    | Václav Pšenička (TCH)  | 100    | X (105)   | X (105)   | 100       | 105       | X (110)   | 130       | X (135)   | X (135)   | 335   |
| 6    | Karl Freiberger (AUT)  | 85     | 90        | 95        | 90        | 95        | X (100)   | 125       | X (132.5) | 132.5     | 322.5 |
| 7    | Pierre Vibert (FRA)    | X (95) | 95        | X (100)   | 95        | X (100)   | X (100)   | 125       | X (130)   | X (130)   | 315   |
| 7    | Josef Zemann (AUT)     | 75     | X (80)    | X (80)    | 95        | 102.5     | 105       | 130       | 135       | X (140)   | 315   |
| 7    | Karl Bierwirth (GER)   | 90     | 95        | X (100)   | 95        | X (105)   | X (110)   | 120       | 125       | -         | 315   |
| 10   | Otto Garnus (SUI)      | 82.5   | X (87.5)  | X (87.5)  | 90        | 95        | X (100)   | 125       | 130       | X (132.5) | 307.5 |
| 11   | Olaf Luiga (EST)       | 80     | X (85)    | X (85)    | 90        | 95        | X (100)   | 130       | X (135)   | X (135)   | 305   |
| 12   | Willem Tholen (NED)    | X (80) | 85        | 87.5      | 90        | X (95)    | X (95)    | 115       | 120       | X (125)   | 297.5 |
| 13   | J. Van der Goten (BEL) | 72.5   | 77.5      | 80        | 85        | 90        | 92.5      | 110       | 120       | X (125)   | 292.5 |
| 14   | Nic Scheitler (LUX)    | 80     | 85        | X (90)    | 80        | 85        | X (92.5)  | 105       | X (110)   | -         | 275   |
| 15   | E. Donzé (SUI)         | 75     | X (80)    | X (80)    | 77.5      | 82.5      | X (85)    | X (100)   | 100       | X (105)   | 257.5 |